# Michael Garibaldi
Michael Garibaldi este un personaj fictiv principal din universul serialului de televiziune science-fiction Babylon 5, interpretat de Jerry Doyle. 
În cea mai mare parte a celor cinci sezoane Babylon 5, Garibaldi este șeful securității la bordul stației spațiale Babylon 5. El deține rangul Chief Warrant Officer. În cel de-al patrulea sezon a demisionat brusc din funcția de șef de securitate; apoi începe să lucreze pentru Edgars Industries pe Marte, una dintre cele mai mari corporații de pe planetă. În cel de-al cincilea și ultimul sezon al Babylon  5 a fost directorul Covert Intelligence, un post similar cu actualul director al CIA, pentru noua Alianță interstelară. Deși prietenos cu ceilalți membri ai echipajului, el lucrează mai mult pe cont propriu. 

## Denumire
El poartă numele patriotului italian Giuseppe Garibaldi.